# Фольґово
Фольґово (пол. Folgowo, нім. Hilbrandsdorf) — село в Польщі, у гміні Папово-Біскупи Хелмінського повіту Куявсько-Поморського воєводства.
Населення — 153 особи (2011).
У 1975-1998 роках село належало до Торунського воєводства.

## Демографія
Демографічна структура станом на 31 березня 2011 року:
|          | Загалом | Допрацездатний вік | Працездатний вік | Постпрацездатний вік |
| -------- | ------- | ------------------ | ---------------- | -------------------- |
| Чоловіки | 82      | 22                 | 51               | 9                    |
| Жінки    | 71      | 12                 | 43               | 16                   |
| Разом    | 153     | 34                 | 94               | 25                   |